# Sablé (Gebäck)

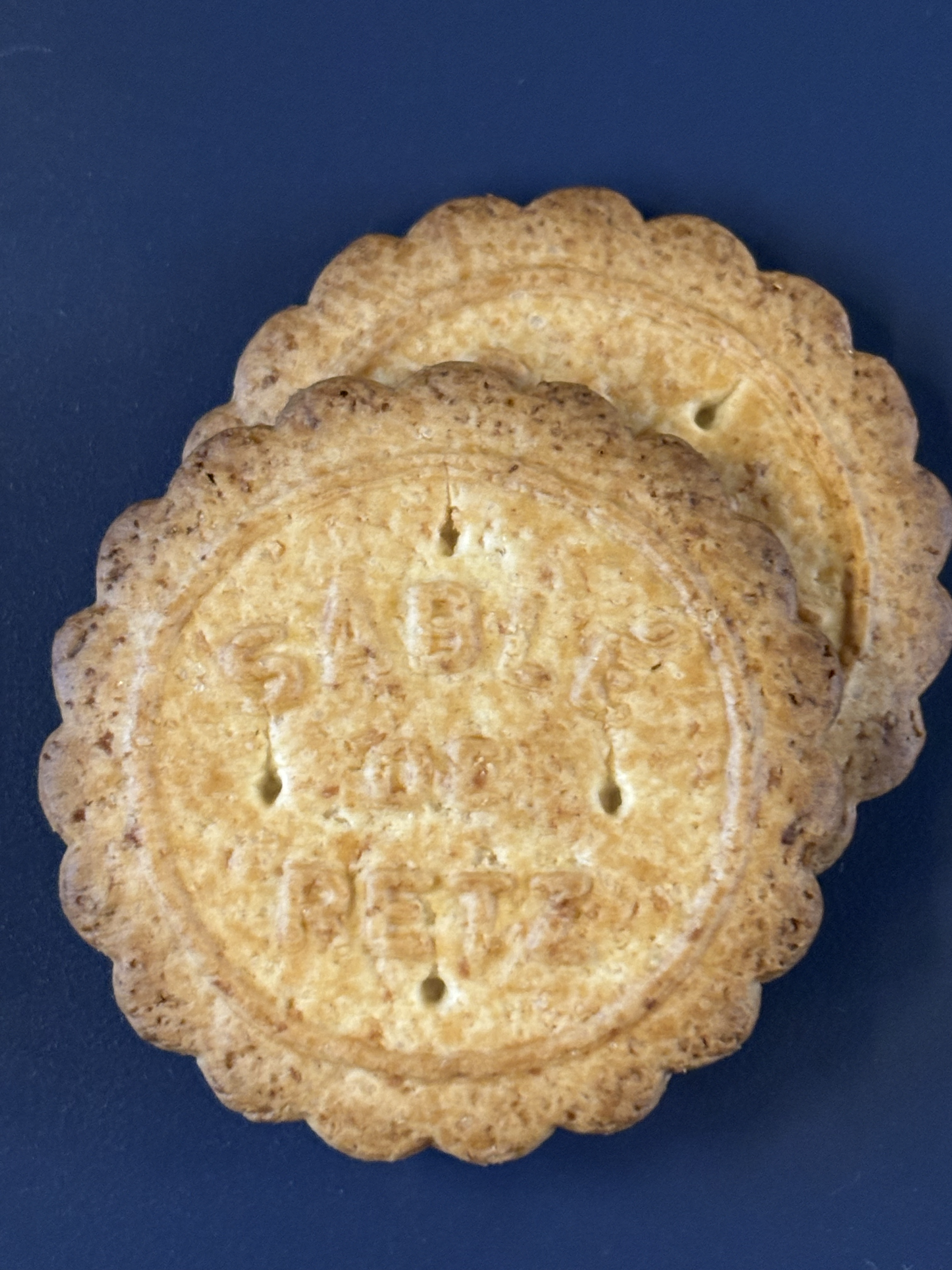
Sablé, Keks der Firma St. Michel, Frankreich

Sablé ist ein Keks aus Mürbeteig französischen Ursprungs. Der Name des trockenen Kuchens aus krümeligem Teig ist das Partizip Perfekt des französischen Wortes für Sand und bedeute so viel wie versandet. 

## Herkunft
Beschrieben wurde der Teig vom Autor Claude Masson de Saint-Amand während seiner Reise in die Normandie im Jahr 1828 als Alençon-Mürbeteigkuchen. Die Produktion unter dem Namen sablé de Sablé in der Stadt Sablé-sur-Sarthe begann erst 1923.

## Rezeptur
Die Rezepte für Sablé, Heidesand und Shortbread weisen sowohl Gemeinsamkeiten als auch Unterschiede auf, die sich aus ihren Zutaten und Zubereitungsarten ergeben. Das im Shortbread nicht verwendete Ei kann im Sablé je nach Rezept enthalten sein, um den Teig zusammenzuhalten und ihm eine etwas festere Struktur zu geben.
In der Normandie gibt es verschiedene Varianten wie les sablés de Falaise, de Caen, d'Argentan ou de Bayeux.
Sablé ist besonders fein und bröselig, Heidesand extrem sandig, während Shortbread eher dicht und buttrig ist.